# Беременность человека

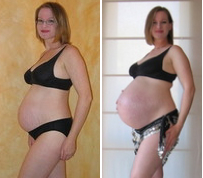
Женщина на 26 и 40 неделях беременности

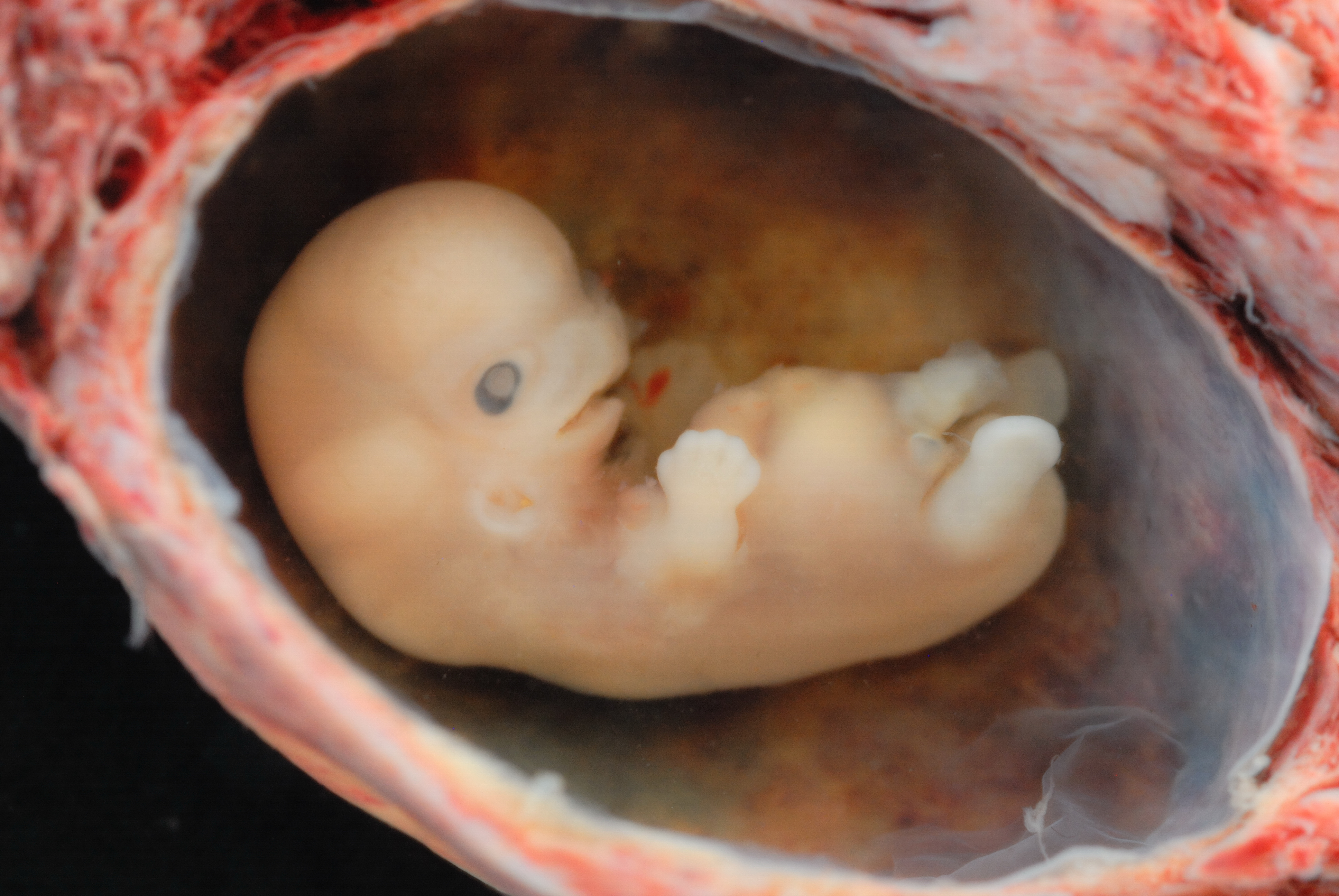
Эмбрион человека (8 недель)

Бере́менность — процесс вынашивания плода женщиной в совокупности с происходящими при этом в её организме изменениями. Включает в себя период начиная от оплодотворения яйцеклетки и заканчивая рождением ребёнка. Значительные анатомические и физиологические изменения в организме женщины во время беременности направлены на обеспечение питания и развития плода и затрагивают каждый орган тела.
С момента зачатия в среднем беременность длится примерно 9 месяцев (266—270 дней), с крайними значениями в 250—285 дней. Поскольку точную дату зачатия узнать невозможно, предполагаемая дата родов обычно определяется добавлением 7 дней к первому дню последнего менструального цикла (начало созревания нового фолликула яичника) и отсчитыванием 9 месяцев с полученной даты (правило Негеле). Полностью развитый плод формируется уже на 221 день с первого дня последнего менструального цикла. В 50 % случаев роды происходят в пределах ±7 дней от предполагаемой даты родов, в 95 % случаев — в пределах ±14 дней.
Беременность возникает в результате слияния женской и мужской половых клеток в маточной трубе, после чего происходит образование зиготы, содержащей 46 хромосом. Пол будущего ребёнка зависит от набора половых хромосом (XX или XY), при этом яйцеклетки всегда являются носителями X-хромосомы, а сперматозоиды — X- или Y-хромосомы (в соотношении 1:1). Таким образом, пол будущего ребёнка определяется именно половой хромосомой, носителем которой является сперматозоид (в случае X-хромосомы — родится ребёнок женского пола, а в случае Y-хромосомы — мужского). Однако существуют исключения из этого правила — интерсекс-вариации. В результате деления клеток образуется бластоциста, которая на седьмые сутки прикрепляется к стенке матки. В первые три месяца беременности (первый триместр) закладываются органы плода, к концу 12-й недели полностью оформляется плацента. Через неё плод получает питательные вещества и происходит удаление конечных продуктов обмена.
В акушерстве различают беременность физиологическую и патологическую. В норме любая беременность завершается родовым актом — на свет рождается ребёнок, а в случае многоплодной беременности — близнецы (гомозиготные — идентичные или гетерозиготные — разные).

## Планирование беременности
Плани́рование семьи́ это образовательная, комплексная медицинская или социальная деятельность, которая позволяет отдельным лицам, включая несовершеннолетних, свободно определять количество и интервал между рождением детей и выбирать средства, с помощью которых это может быть достигнуто.
Методами планирования семьи являются: половое просвещение, контрацепция, профилактика и лечение заболеваний, передаваемых половым путем, консультирование и ведение зачатия, а также лечение бесплодия, усыновление и удочерение.

## Признаки беременности

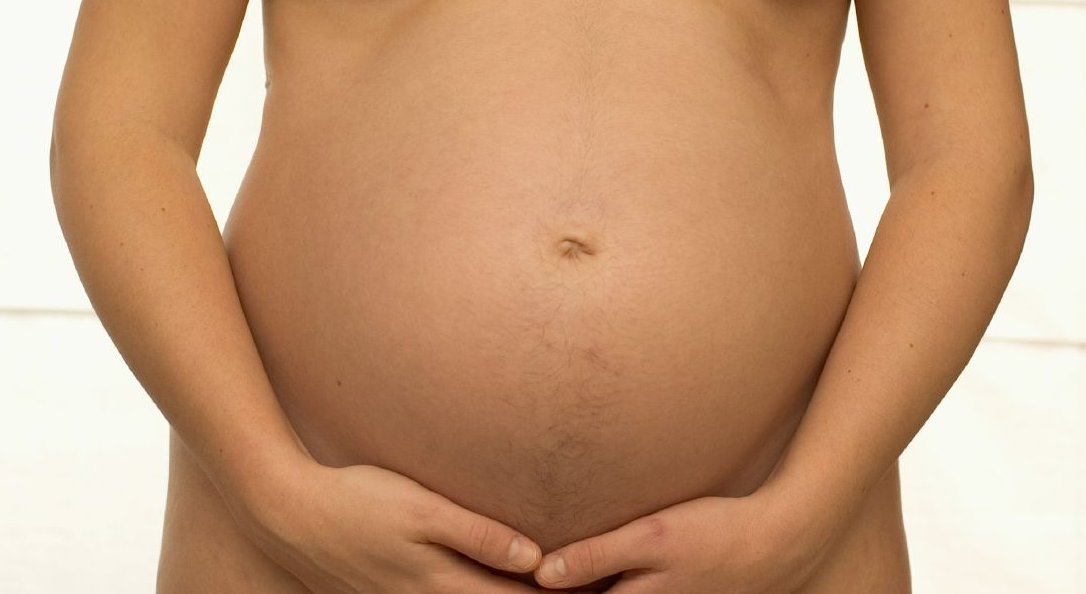
Увеличение объёма живота — один из предположительных признаков беременности

Раннее диагностирование беременности и определение её срока важно не только с точки зрения акушерства, но и из-за того, что анатомические, физиологические и гормональные изменения, которые наступают после зачатия, могут оказывать существенное влияние на течение экстрагенитальных заболеваний, которые имеются в анамнезе будущей роженицы. Все признаки, позволяющие диагностировать беременность, делят на предположительные (сомнительные), вероятные и достоверные. Они могут быть основаны на субъективных или объективных данных. Однако, в настоящее время в связи с широким внедрением в акушерскую практику ультразвуковой диагностики (УЗИ) — признаки беременности, описанные в классических учебниках по гинекологии и акушерству, уже не столь значимы.
Сомнительные (предположительные) признаки (основаны на субъективных данных):
- рвота или тошнота (особенно в утренние часы), изменение обоняния, аппетита или пищевых пристрастий;
- возникшая непереносимость некоторых запахов;
- нарушения функций нервной системы (сонливость, заторможенность, частые перепады настроения, головокружение, недомогание, раздражительность);
- ощущение тяжести в эпигастральной области, запоры;
- нагрубание молочных желез, их повышенная чувствительность;
- изменение (усиление) пигментации кожи в области сосков, по белой линии живота, появление пигментных пятен на лице;
- появление рубцов (полос) беременности (стрий) на молочных железах, бёдрах, коже живота;
- увеличение живота в объёме.

Вероятные признаки (объективные признаки, определяемые при осмотре):
- ощущение шевеления плода (у первородящих женщин на 18—20 неделе, у повторнородящих — на 16-18 неделе);
- задержка месячных (прекращение менструаций);
- увеличение молочных желез, появление молозива;
- синюшность (цианоз) слизистой оболочки влагалища и шейки матки;
- изменение формы, объёма, консистенции матки (при внутреннем акушерском исследовании);
- увеличение матки с 5—6 недели гестации, сначала в переднезаднем размере, затем и в поперечном;
- симптом Горвица — Гегара: размягчение матки, особенно в области перешейка. При двуручном исследовании пальцы соприкасаются в области перешейка без сопротивления. Характерен для 6—8 недели от последней менструации;
- признак Снегирёва: изменчивость консистенции матки: при механическом раздражении или двуручном исследовании матка уплотняется и сокращается, затем вновь становится мягкой.
- признак Пискачека: на ранних сроках наблюдается асимметрия матки, выпячивание одного из углов, где прошла имплантация. С возрастанием срока исчезает.
- признак Губарева и Гаусса: в ранние сроки отмечается лёгкая подвижность шейки, что связано со значительным размягчением перешейка.
- признак Гентера: в ранние сроки из-за размягчения перешейка отмечается перегиб матки спереди и гребневидное утолщение на передней поверхности матки по срединной линии (определяется не всегда);
- Экспресс-тест на беременность.

Достоверные (несомненные) признаки (выявляются во второй половине беременности):
- определяется сердцебиение плода (с помощью акушерского стетоскопа можно выслушать сердечные сокращения плода);
- обнаружение и пальпация крупных (голова, таз) и мелких (руки, ноги) частей плода и/или его движений (начиная со второго триместра беременности) в ходе наружного акушерского исследования. При осуществлении пальпации живота приёмами Леопольда (наружные приёмы акушерского обследования) определяют положение, позицию, вид, предлежание плода и отношение предлежащей части к малому тазу;
- на рентгенограмме и эхограмме определяется скелет плода;
- определение плода и плаценты с помощью ультразвуковой диагностики.

## Физиология
Как и в случае любой беременности, возникновение связано с процессом оплодотворения (зачатия), то есть слияния зрелой мужской половой клетки (или гаметы), называемой сперматозоидом и яйцеклетки — женской половой клетки (или гаметы). Таким образом, образовавшаяся по завершении процесса оплодотворения или слияния двух гамет общая клетка (зигота) является началом нового организма.

### Продолжительность
Средняя продолжительность беременности от оплодотворения до родов составляет 38 недель (эмбриональный срок). Средняя продолжительность беременности от начала последней менструации до родов составляет 40 недель (акушерский срок). Использование акушерского срока более распространено в медицине, так как дата оплодотворения, как правило, трудно определима.

Датировка беременности в неделях и месяцах от даты последней менструации

Внутриутробное развитие человека принято разделять на периоды. Развитие эмбриона от оплодотворения яйцеклетки до начала имплантации (первая неделя развития) характеризуют как преимплантационный период (см. Зачатие у человека), последующее развитие относят к постимплантационному периоду. В преимплантационный период эмбрион не прикреплён к стенке матки матери, в течение первых 4 дней эмбрион движется от места оплодотворения (ампулярная часть маточной трубы) по фаллопиевой трубе в сторону матки, на 5-6 день развития эмбрион находится в матке женщины подготавливая себя к имплантации (см. Zona pellucida). Также принято выделять эмбриональный (первые 8 недель от оплодотворения) и фетальный (от 9 недели до родов) периоды развития. В течение эмбрионального периода происходит пространственная организация первичных структур (морфогенез), начальная дифференцировка клеток и закладка систем органов (органогенез). В течение фетального периода происходит развитие органов в рамках сформированных систем, в значительной степени происходит увеличение размеров плода.

#### Эмбриональный период

Начальные стадии эмбриогенеза человека

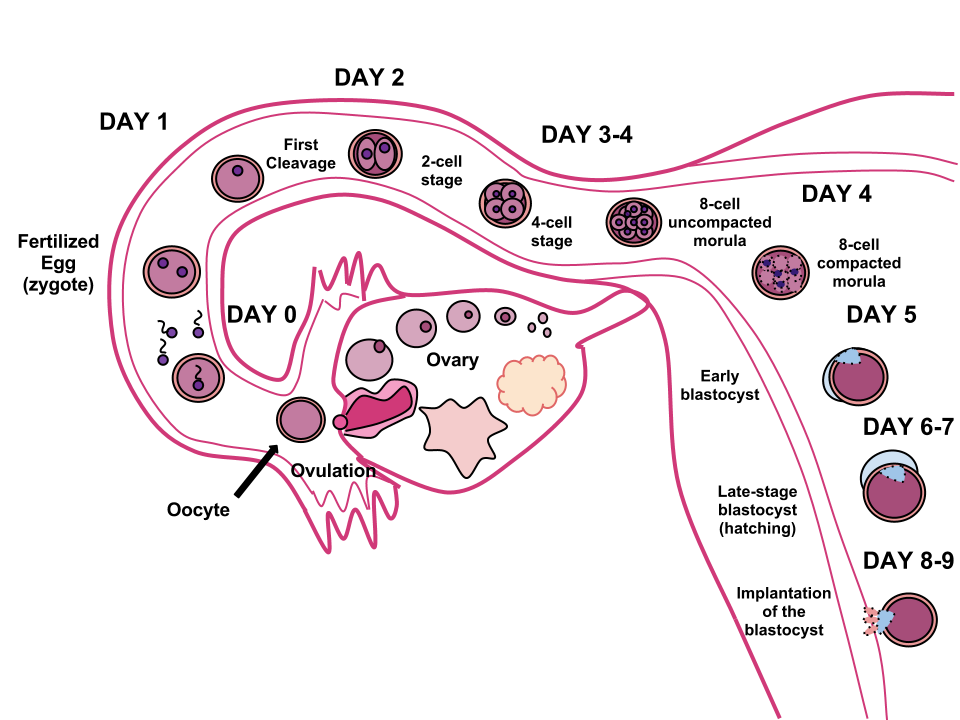
Развитие эмбриона в первую неделю беременности

Эмбриональный период длится от момента оплодотворения до конца 8 недели эмбрионального срока (10 неделя акушерского срока). В течение эмбрионального периода происходит эмбриогенез, в частности, такие процессы, как оплодотворение, дробление (образование многоклеточности), имплантация (внедрение в матку), гаструляция (образование зародышевых листков), гистогенез (формирование тканей), органогенез (формирование органов), плацентация и прочие процессы. В течение эмбрионального периода зародыш увеличивается в размере с 0,1 мм (оплодотворённая яйцеклетка) до 3 см (без учёта плодных оболочек). Изначально зародыш не напоминает младенца и лишь постепенно он приобретает черты и строение, сходные с младенцем.
На последней неделе эмбрионального срока у эмбриона исчезают некоторые эмбриональные структуры (жаберные дуги и жаберные щели, хвост, уменьшается аллантоис).

#### Фетальный период
Фетальный период длится начиная с 11-й недели акушерского срока до родов. К началу фетального периода у плода сформированы все системы органов (развитие происходит в рамках сформированных систем), внешне плод напоминает младенца, происходит интенсивный рост плода и изменение пропорций тела.
Чувствительность эмбриона и плода к негативным воздействиям тем выше, чем меньше срок беременности. В течение эмбрионального периода риск спонтанного прерывания беременности приблизительно в 10 раз выше, чем в течение фетального периода.
Беременность женщины принято разделять на так называемые «триместры» (три равных периода примерно по три месяца). Соответственно говорят о первом, втором и третьем триместрах беременности. Каждый из триместров характеризуется определёнными акушерскими особенностями и рисками.

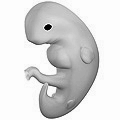
4 недели после зачатия
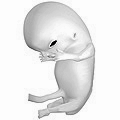
8 недель после зачатия
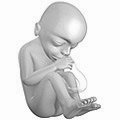
18 недель после зачатия
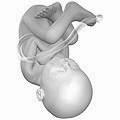
38 недель после зачатия

Относительный размер в 1-м месяце (упрощенное изображение)
Относительный размер в 3-м месяце (упрощенное изображение)
Относительный размер в 5-м месяце (упрощенное изображение)
Относительный размер в 9-м месяце (упрощенное изображение)

#### Физиологические изменения системы мать — плод
С момента возникновения беременности формируются две весьма тесно взаимосвязанные между собой системы:
- функциональная система материнского организма, которая обеспечивает создание всех необходимых для правильного развития плода условий и
- функциональная система плода, ответственная в основном, за поддержание его нормального гомеостаза.

Главным связующим звеном между этими двумя функциональными системами на определённом этапе течения беременности становится плацента — таким образом, для защиты чужеродного (с точки зрения иммунной системы матери) плода формируется фетоплацентарный барьер. В связи с наличием тесной морфофункциональной связи между плодом и плацентой оба этих образования обычно описывают как единую фетоплацентарную систему.

## Пренатальная диагностика

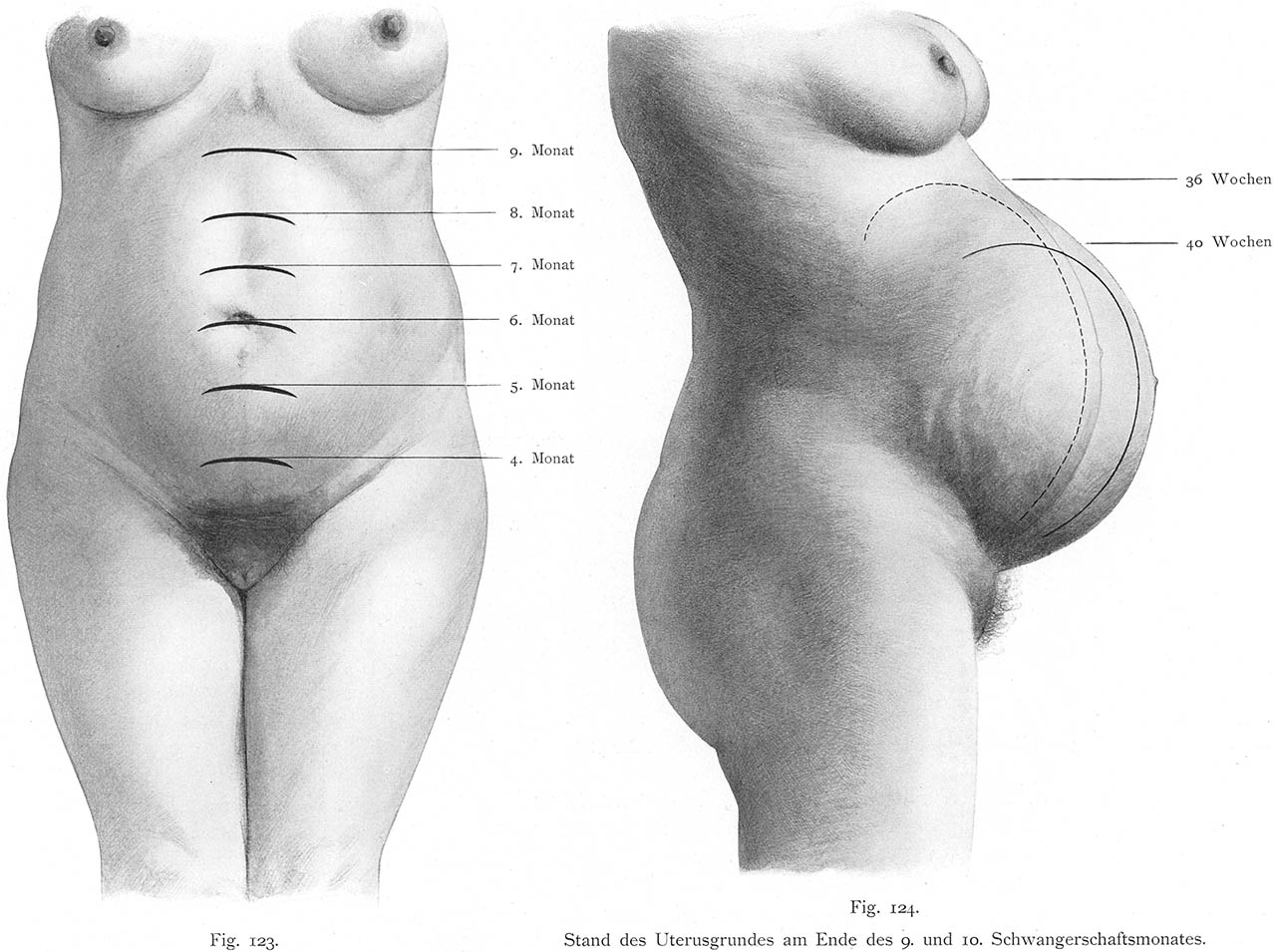
Проекция дна матки и формы матки в зависимости от срока беременности

Прената́льная диагно́стика — дородовая диагностика патологий развития — проводится в несколько этапов. В период между 10-й и 13-й неделями проводятся пренатальный скрининг риска синдрома Дауна и синдрома Эдвардса по УЗИ и биохимическим маркерам. Период между 16-й и 18-й неделями считается оптимальными сроком для проведения так называемого тройного биохимического скрининга синдрома Дауна, синдрома Эдвардса и дефектов нервной трубки. Тройной скрининг может проводиться с 14-й по 20-ю недели.
Первое ощущение шевелений плода обычно происходит на 18-й неделе у повторнородящих женщин и на 20-й неделе у первородящих женщин. Однако возможна сильная вариабельность в несколько недель. Худые женщины, как правило, начинают чувствовать шевеления раньше, чем полные.
На 20−24-й неделе проводится повторное УЗИ для определения состояния плода по органам.
На 24-й неделе по показаниям проводится доплерометрическое исследование кровотока плаценты для исключения риска развития плацентарной недостаточности, на 26-й неделе — глюкозотолерантный тест для исключения риска гестационного диабета.
На 28-й неделе при многоплодной беременности и на 30 неделе при одноплодной беременности назначается дородовой отпуск и выдаётся обменная карта, которую с этого дня необходимо брать с собой везде.
На 30−34-й неделе проводится третье УЗИ для определения состояния плода и плаценты.
После 37 недель беременность считается доношенной. В норме роды проходят на 40-й неделе, хотя по точно рассчитанному сроку рожают менее 5 % женщин и вариабельность в 2 недели в обе стороны считается нормой. Беременность продолжительностью более чем в 42 недели считается переношенной.
- Трёхмерное УЗИ[англ.] 12-недельного плода

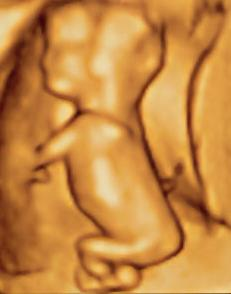
75-мм плод (около 14 недель)
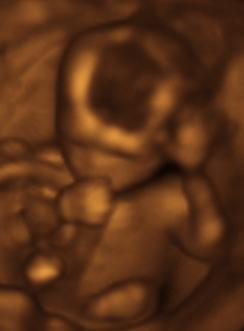
Плод на 17-й неделе
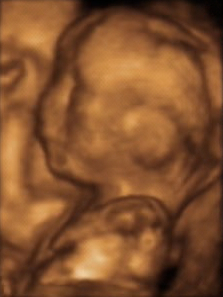
Плод на 20-й неделе

## Беременность патологическая
Характер течения перинатального периода в немаловажной степени определяет особенности развития и состояние здоровья плода, а также в детском и зрелом возрасте. Значительное влияние на течение перинатального периода онтогенеза оказывают факторы, определяющие особенности развития эмбриона и плода до достижения 28-недельного срока, а также состояние половых клеток родителей (гамет), давших начало новой жизни. Современной науке известно, что аномалии развития и заболевания плода прежде всего обусловлены:
- хромосомными и генными нарушениями (мутациями);
- влиянием неблагоприятных факторов окружающей среды;
- генетическими нарушениями, способными реализоваться (проявляться) только в результате воздействия неблагоприятных факторов окружающей среды.

В связи с тем, что патологические факторы, влияющие на риск возникновения перинатальной патологии обладают неодинаковым эффектом, выделяют:
- гаметопатии;
- эмбриопатии;
- фетопатии.

## Осложнения беременности
Во время беременности могут возникнуть различные неблагоприятные прогностические факторы. Среди осложнений беременности могут быть: рвота, маловодие, плацентарная недостаточность, многоплодие, анемия, угроза прерывания беременности, кровотечение в I и II половине беременности, гестоз, многоводие, Rh- и ABO-изосенсибилизация, обострение вирусных инфекций, таких как генитальный герпес и цитомегалия, а также переношенная беременность, индуцированная беременность, анатомически узкий таз и неправильное положение плода. Расстройства сна также создают риск неблагоприятных исходов беременности, и требуют рациональной терапии.
Отдельным видом осложненной беременности является внематочная беременность. Развитие плода при этом невозможно, и она рано или поздно заканчивается выкидышем.

### Токсикозы беременных и гестоз

William Hunter, Anatomia uteri humani gravidi tabulis illustrata, 1774

Во время беременности могут возникнуть различные осложнения, среди которых токсикозы и гестоз. Токсикозы могут проявляться различными симптомами, такими как рвота, дерматоз, слюнотечение, тетания, бронхиальная астма, остеомаляция, гепатоз и другие, но в большинстве случаев (85—90 %) — рвотой беременных.
Гестоз — это серьёзное осложнение, которое может возникнуть после 20 недель беременности и характеризующееся нарушениями функции органов и систем организма. Гестоз можно разделить на несколько форм: лёгкую, среднюю и тяжёлую степени, преэклампсию и эклампсию. Классической триадой симптомов при гестозе является протеинурия, повышение артериального давления и отёки.
Считается, что в основе патогенеза лежит генерализованный спазм сосудов и последующие изменения, связанные с нарушением микроциркуляции, гипоперфузией, гиповолемией.

## Психоактивные вещества
Табакокурение является распространённой проблемой, особенно среди девушек-подростков. В России в возрасте 14 лет курят 38 % девушек, а к 18 годам этот процент увеличивается до 75 %. У женщин, которые курят во время беременности, частота осложнений беременности значительно выше, включая ранние токсикозы, гестозы и угрозы прерывания беременности. Алкоголизм также является распространённой проблемой среди женщин, и его распространённость имеет региональные отличия. Некоторые беременные женщины изредка употребляют алкоголь, а некоторые злоупотребляют им. Также существует проблема употребления наркотических веществ среди беременных. Наиболее распространёнными наркотическими веществами являются опиоиды, а каждая десятая беременная потребляет те или иные психоактивные вещества.
Приём психоактивных веществ матерью может оказать негативное влияние на здоровье ребёнка и привести к порокам развития. Среди возможных осложнений — повышенный риск мертворождения, неонатальный абстинентный синдром, синдром внезапной детской смерти.

### Табакокурение и беременность
Табакокурение, в том числе парение электронных сигарет и пассивное курение противопоказаны во время беременности, потому что они повышают риски выкидыша, преждевременных родов, рождения детей с низкой массой тела и другими проблемами. Если есть зависимость, от неё имеет смысл избавиться до зачатия. На практике бросить курить достаточно за 3 месяца до беременности.
По некоторым данным, курение матери увеличивает риск смерти новорожденного на 20-35 %. По другим данным, курение увеличивает риск смерти ребёнка в первые четыре недели его жизни на 40 %. У курящих женщин чаще, чем у некурящих, проявляется патология беременности и родов.
Пассивное курение также наносит вред беременной и плоду. Так, у некурящих жён курящих мужей чаще, чем у других, наблюдаются токсикозы ранней и поздней беременности.
Влияние курения на разных сроках беременности:
| Срок       | Влияние |
| ---------- | --- |
| 1 триместр | Опасно, происходит на фоне формирования всех основных органов человеческого организма. Может привести к самопроизвольному выкидышу. Есть риск смерти плода. |
| 2 триместр | Периодически усугубляет токсикоз. Ребёнок развивается хуже, меньше набирает вес. Появляется риск преждевременных родов.                                     |
| 3 триместр | Опасно, вероятность развития преэклампсии по сравнению со среднестатистической увеличивается. Негативные показатели младенческой смертности.                |

### Курение конопли и беременность
Каннабис — одно из наиболее часто употребляемых нелегальных психоактивных веществ среди беременных. Курение данного вещества во время беременности связано с риском выкидыша, задержки роста плода и когнитивного дефицита у ребёнка.

### Алкоголь и беременность
Алкоголь противопоказан во время беременности, поскольку употребление алкоголя как женщиной так и мужчиной чревато проблемами развития плода и будущего ребёнка. Если есть зависимость от алкоголя, от неё нужно избавиться до зачатия, лучше — за 3 месяца до планирования беременности. При приёме алкоголя во время беременности высока вероятность развития фетального алкогольного синдрома, характеризующегося различными неврологическими нарушениями и умственной отсталостью со множеством дисплазий у ребёнка.

## Аборты и беременность
Безопасный аборт в подавляющем большинстве случаев не влияет на здоровье (в том числе репродуктивное) женщины. Также научные исследования не подтверждают связи между безопасным абортом в первом триместре и неблагоприятными исходами последующих беременностей. Количество данных по абортам во втором триместре беременности меньше, однако и они не показывают влияние безопасного аборта на последующие беременности.

## Витамины для беременных
Для беременных выпускаются специально разработанные пренатальные витамины, отличающиеся дозировками, а также наличием добавок, например омега-3-ненасыщенных жирных кислот. Рекомендация[кем?] принимать фолиевую кислоту в количестве 400 мкг/сутки беременным женщинам основана на том, что дополнительный приём будущей матерью фолиевой кислоты достоверно снижает риск врожденных пороков развития мозга, черепа и позвоночника у ребёнка.

## Мифы о беременности

### Мифы о питании
Самыми распространёнными и обсуждаемыми поверьями о беременности являются поверья о еде. В Индии существует поверье, что употребление шафрана во время беременности может сделать кожу ребёнка более светлой, однако шафран в высоких дозах приводит к повышению риска выкидыша ввиду своих уретеротонических свойств. Также высокие дозы в экспериментах на животных приводили к порокам развития плода, из-за чего беременным рекомендуется избегать употребления шафрана.
Существуют также убеждения о том, что употребление некоторых фруктов или овощей может негативно сказаться на беременности, а в Италии считают, что сахар может помочь от слабости или головокружения. Однако в одном исследовании модели питания было показано, что высокое потребление рафинированного зерна, жира, добавленного сахара и малое потребление фруктов и овощей повышает шансы на возникновение гестационного сахарного диабета.
В разных странах и племенах существуют суеверия и убеждения, связанные с приобретением ребёнком каких-либо качеств или с течением родов в зависимости от употребляемой пищи. Эти суеверия и убеждения могут приводить к избеганию употребления питательных продуктов, каких-либо определённых продуктов или к ограничению питания, которое даже может повышать риск рождения детей с низкой массой тела. Так, женщины из Турции избегают рыбы ввиду боязни рождения детей с «рыбьим» ртом, а женщины на юго-востоке Нигерии и в сельских районах Кении из-за боязни рождения крупных детей или большой продолжительности родов избегали употребления улиток и мяса диких животных, которые в тех местах были основным ежедневным источником белка для них. В противовес также существует миф о том, что беременные должны «есть за двоих», однако ожирение и повышенная по отношению к нормальной при беременности скорость набора веса связаны с рядом рисков.

### Другие мифы
Во время месячных беременность якобы невозможна.
Забеременеть можно в течение суток после овуляции. Если менструация длится 7 дней или больше, и/или происходит ранняя овуляция (раньше 14 дня с начала менструации), и/или в сперме мужчины есть «стойкие» сперматозоиды (которые живут больше 5 дней), то секс в последние дни менструации может привести к беременности.
Якобы можно спланировать пол ребёнка, выбрав момент для зачатия; для этого есть таблицы.
Таблицы, указывающие пол ребёнка в зависимости от возраста родителей, времени зачатия и других факторов, не имеют под собой никаких оснований, этот метод антинаучен.
Пол будущего ребёнка никак не зависит от времени зачатия. Миф основан на том, что в 1960-е среди учёных было распространено мнение о разной скорости движения сперматозоидов с Y-хромосомой и без неё. Экспериментальная проверка показала, что скорость движения сперматозоидов не зависит от наличия Y-хромосомы.
Якобы беременность обязательно наступит при регулярном сексе в течение 1−3 месяца.
У здоровой пары при регулярном[уточнить] сексе беременность наступает в течение 1 года. Если женщине больше 35 лет, и 6 месяцев незащищённого секса не привели к беременности, есть смысл пройти обследование. В случае хронических заболеваний у партнёров обследоваться имеет смысл, не дожидаясь полугода.

## Социальные и юридические аспекты

### Защита со стороны закона
Период беременности является достаточно уязвимым для будущих матерей. Будущие матери нуждаются в защите, чтобы предотвратить какой-либо вред себе или своим детям, им требуется время на вынашивание ребёнка и на то, чтобы восстановиться после родов. При этом им требуются гарантии того, что они не потеряют работу. Подобные гарантии требуют также сохранения существующего дохода на период нетрудоспособности, чтобы обеспечить нормальное существование для будущей матери и её семьи. Во многих странах принята хотя бы одна из конвенций Международной организации труда по охране материнства. Почти в каждой стране существуют законы, которые тем или иным образом защищают материнство. О 64 странах известно, что в них есть гарантии возвращения на ту же самую или аналогичную должность после выхода из материнского отпуска.
В 145 странах из числа тех, о которых имеется информация, законодательно запрещена дискриминация женщин во время беременности или декретного отпуска. Несмотря на незаконность дискриминации, беременные всё ещё могут подвергаться ей в том или ином виде, что во всём мире является серьёзной проблемой как в плане охраны труда, так и в плане достижения гендерного равенства. Особенно большой проблемой для беременных является риск быть уволенными, причиной чего по данным одного из исследований являются стереотипы или же финансовая заинтересованность работодателей. Одной из мер защиты в подобных случаях является перекладывание бремени доказательства того, что увольнение не связано с беременностью, на работодателя, что предусмотрено Конвенцией № 183 Международной организации труда от 1952 года и прописано в законах 54 стран из числа тех, о которых есть информация.

## У трансгендерных людей
Беременность возможна у трансгендерных мужчин, которые не проходили оофорэктомию и у них сохранились функционирующие яичники и матка. У них с начала попыток зачатия и до родов приостанавливается заместительная гормональная терапия.
Трансгендерные женщины не имеют анатомии и физиологии, в первую очередь матки, необходимых для внутриутробного развития. Одним из перспективных методов борьбы с абсолютным бесплодием, связанным с маточным фактором, является пересадка матки: 12 женщин из 42, которым провели эту операцию к 2019 году, смогли родить. Попытки пересадки матки транс-женщинам пока безуспешны.

### Комментарии
1. ↑  не только женщиной, см. Беременность трансгендерных людей